# ستيفن فيغا
ستيفن فيغا (بالإسبانية: Stiven Vega)‏ (22 مايو 1998 في كولومبيا - ) هو لاعب كرة قدم كولومبي في مركز الدفاع. لعب مع نادي ميلوناريوس.

## وصلات خارجية
- ستيفن فيغا على موقع قاعدة بيانات كرة القدم.إي يو (الإنجليزية)
- ستيفن فيغا على موقع Soccerway.com (الإنجليزية)
- ستيفن فيغا على موقع AS.com (الإسبانية)